# Scottish Second Division 2005/06
Die Scottish Football League Second Division wurde 2005/06 zum 31. Mal nach Einführung der Premier League als dritthöchste schottische Liga ausgetragen. Zudem war es die einunddreißigste Austragung als dritthöchste Fußball-Spielklasse der Herren in Schottland unter dem Namen Second Division. In der Saison 2005/06 traten 10 Vereine in insgesamt 36 Spieltagen gegeneinander an. Jedes Team spielte jeweils viermal gegen jedes andere Team. Bei Punktgleichheit zählte die Tordifferenz.
Die Meisterschaft gewann der FC Gretna, der sich damit gleichzeitig die Teilnahme an der First Division-Saison 2006/07 sicherte. An den Aufstieg-Play-offs nahmen Greenock Morton, der FC Peterhead und Partick Thistle teil, wovon sich der Viertplatzierte durchsetzen konnte und neben dem FC Clyde aufstieg. In der Relegation um den Verbleib in der Second Division kämpfte erfolgreich Alloa Athletic. Absteigen in die Third Division musste der FC Dumbarton. Torschützenkönig mit 18 Treffern wurde Kenneth Deuchar vom FC Gretna.

## Statistiken

### Abschlusstabelle
| Pl. | Verein              | Sp. | S  | U  | N  | Tore    | Diff. | Punkte |
| --- | ------------------- | --- | -- | -- | -- | ------- | ----- | ------ |
| 1.  | FC Gretna (N)       | 36  | 28 | 4  | 4  | 097:300 | +67   | 88     |
| 2.  | Greenock Morton     | 36  | 21 | 7  | 8  | 058:330 | +25   | 70     |
| 3.  | FC Peterhead (N)    | 36  | 17 | 6  | 13 | 053:470 | +6    | 57     |
| 4.  | Partick Thistle (A) | 36  | 16 | 9  | 11 | 057:560 | +1    | 57     |
| 5.  | Stirling Albion     | 37  | 16 | 6  | 15 | 054:630 | −9    | 54     |
| 6.  | Ayr United          | 36  | 10 | 12 | 14 | 056:610 | −5    | 42     |
| 7.  | Raith Rovers (A)    | 36  | 11 | 9  | 16 | 044:540 | −10   | 42     |
| 8.  | Forfar Athletic     | 36  | 12 | 4  | 20 | 044:550 | −11   | 40     |
| 9.  | Alloa Athletic      | 36  | 8  | 8  | 20 | 036:770 | −41   | 32     |
| 10. | FC Dumbarton        | 36  | 7  | 5  | 24 | 040:630 | −23   | 26     |

Platzierungskriterien: 1. Punkte – 2. Tordifferenz – 3. geschossene Tore – 4. Direkter Vergleich (Punkte, Tordifferenz, geschossene Tore)
| Saison 2005/06 |

| Zum Saisonende 2004/05 |                                   |
| (A)                    | Absteiger aus der First Division  |
| (N)                    | Aufsteiger aus der Third Division |

## Relegation
Teilnehmer an den Relegationsspielen waren Alloa Athletic aus der diesjährigen Second Division, sowie die drei Mannschaften aus der Third Division, Berwick Rangers, FC Stenhousemuir und FC Arbroath. Die Sieger der ersten Runde spielten in der letzten Runde um einen Platz für die folgende Scottish Second Division-Saison 2006/07.
Erste Runde
Die Spiele wurden am 3. und 6. Mai 2006 ausgetragen.
|                  | Gesamt |                 | Hinspiel | Rückspiel |
| ---------------- | ------ | --------------- | -------- | --------- |
| FC Arbroath      | 1:2    | Alloa Athletic  | 1:1      | 0:1       |
| FC Stenhousemuir | 0:1    | Berwick Rangers | 0:1      | 0:0       |

Zweite Runde
Die Spiele wurden am 10. und 14. Mai 2006 ausgetragen.
|                | Gesamt |                 | Hinspiel | Rückspiel |
| -------------- | ------ | --------------- | -------- | --------- |
| Alloa Athletic | 5:2    | Berwick Rangers | 4:0      | 1:2       |